# Saijaku Muhai no Bahamut
Saijaku Muhai no Bahamut (最弱無敗の神装機竜 Saijaku Muhai no Bahamūto?, lit. El más débil invicto Bahamut), conocido en occidente como Undefeated Bahamut Chronicle que se traduce como las Crónicas del Bahamut Invencible. Es una serie de novelas ligeras escritas por Senri Akatsuki e ilustradas por Ayumu Kasuga. 
La editorial SB Creative publicó veinte volúmenes desde el 12 de agosto de 2013. Desarrolló una adaptación al manga escrita por Itsuki Watanabe, con arte de Fumi Tadauri, fue realizada por Square Enix entre 2014 y 2018, compilada en once volúmenes tankōbon. Una adaptación al anime realizada por Lerche fue emitida entre el 11 de enero y el 28 de marzo de 2016. Se espera que retorne en 2028 con un nuevo manga o una nueva edición.

## Argumento
Hace cinco años que el gobierno del imperio Arcadia ha sido derrotado. Su anterior príncipe, Lux Arcadia, entra accidentalmente en un baño de mujeres, justo cuando dentro está desnuda la nueva princesa del reino, Lisesharte Atsismatam, que guarda un secreto. 
Tras un duelo con Lisesharte, Lux acude a una academia femenina donde entrenan a estudiantes para convertirse en Drag-Knights. En ese lugar, se descubre que Lux es, en realidad, el Black Hero, un héroe conocido por su capacidad de destruir él solo a un ejército entero.

## Personajes

### Principales
Lux Arcadia (ルクス・アーカディア Rukusu Ākadia?)
Seiyū: Mutsumi Tamura
Era el séptimo príncipe coronado del imperio de Arcadia, que fue destruido en una revuelta cinco años antes del comienzo de la serie y apodado el "invencible Drag-Knight más débil", debido a que nunca había perdido una batalla. Luego se revela que es el peligroso y misterioso "Black Hero", quien destruyó 1200 drag-rides durante el golpe de estado del Imperio y que acabó solo con la guerra en el proceso. Porta el Drag-Ride "Wyvern" y el Drag-Ride Divino "Bahamut". 
Su madre murió en un accidente que Lux causó cuando era joven y la gente comenzó a rechazarlo debido a su resentimiento con la familia real. Solo Philuffy le mostró cariño. Lux no pudo razonar con su padre, el emperador, acerca del sufrimiento de la gente, por lo que su hermano mayor, Fugil, lo convenció de hacer un golpe de estado para proteger a Philuffy. Su hermano lo traicionó, mató al emperador, a la corte real y abandonó el imperio, lo que dejó a Lux y Airi a cargo de pagar la deuda hacia el nuevo imperio. 
Tras la muerte de la reina Raffi y la batalla final contra Fugil Arcadia, Lux se convirtió en el primer rey del Reino Nuevo de Atismata y se casó con Lisesharte, Krulcifer, Philuffy, Celestia y Yoruka.
Lisesharte Atismata (リーズシャルテ・アティスマータ Rīzusharute Atisumāta?)
Seiyū: Lynn
Llamada Lisha para abreviar, es la protagonista femenina. Con el apodo de la "princesa de la guerra escarlata", es la princesa del Imperio Atismata. Después de su duelo con Lux y que Lux salve su vida, ella se enamora de él y siempre se sonroja cuando está cerca. En el episodio 2, ella descubre que Lux es "Black Hero" cuando él la rescata usando su Bahamut.  
Ella carga la marca de la anterior familia imperial debajo del ombligo y no puede permitir que nadie lo vea. Dice que la razón por la que desafió a Lux en un duelo fue porque vio su marca. Porta el Drag-Ride Divino "Tiamat". Al final de la serie se casa con Lux y se convierte en una de las cinco reinas del Nuevo Reino. 
Krulcifer Einfolk (クルルシファー・エインフォルク Kururushifā Einforuku?)
Seiyū: Yukiyo Fujii
Es la hija adoptiva de la Casa Einfolk, del país religioso del norte, Ymir. Porta el Drag-Ride Divino "Fafnir". Es la única sobreviviente de la gente de las Ruinas, por lo que varios nobles de numerosos imperios están tras ella, pues Krulcifer puede desbloquear las Ruinas y su tecnología perdida. 
Después de que Lux derrotara a Balzeride en un duelo, ella se enamora de él, mientras su familia adoptiva lo ve como un "buen partido". Le gusta probar a Lux e incluso lo besó enfrente de Lisha. Al final de la serie, se casa con Lux y se convierte en una de las cinco reinas del Nuevo Reino.
Philuffy Aingram (フィルフィ・アイングラム Firufi Ainguramu?)
Seiyū: Yurika Kubo
Es amiga de la infancia de Lux. Es frágil, tiene un pecho notablemente grande y una expresión adormilada en su cara. Porta el Drag-Ride Divino "Typhon". Viene de la poderosa e influyente casa de comerciantes Aingram. Además, tomó a Lux y Airi después de que la madre de ellos muriera. 
Es revelado que Philuffy fue víctima de experimentos humanos; autoridades militares del viejo Imperio Arcadia usaron pociones y armas sobre él e ignoraron las súplicas de su hermana Relie, que pedía ser liberada. Fue este incidente lo que hizo que Lux decidiera unirse al golpe de estado de Fugil y pilotar el "Bahamut", aunque él olvidó el incidente luego de varios años. Al final de la serie, se casa con Lux y se convierte en una de las cinco reinas del Nuevo Reino.
Celistia Ralgris (セリスティア・ラルグリス Serisutia Rarugurisu?)
Seiyū: Risa Taneda
Es una mujer joven de la Casa Duke, una de los Cuatro Grandes Nobles, conocida por odiar a los hombres. Porta el Drag-Ride "Lindworm". Luego le confiesa a Luno (Lux vestido de mujer por una misión) que realmente no odia a los hombres, simplemente no sabe cómo interactuar con chicos de su edad. 
Celistia fue tutorizada por el abuelo materno de Lux y se siente culpable de que él fue arrestado por tratar de reformar las políticas del imperio y murió en prisión. Después de que Lux la salva del Ragnarok y le confiesa la verdad, él comenta que no se burlaría de ella y revela la razón por la que se disfrazó de mujer. Ella perdona a Lux por el incidente y se enamora de él. Al final de la serie, se casa con Lux y se convierte en una de las cinco reinas del Nuevo Reino.
Yoruka Kirihime (切姫 夜架 Kirihime Yoruka?)
Seiyū: Shizuka Ishigami
Apodada "el filo asesino del imperio", llama a Lux "Maestro" después de perder contra él en un duelo. Porta el Drag-Ride "Yato no Kami". Nació como la princesa del Antiguo País Capital. Yoruka mató a una persona a la edad de cinco años. El oponente fue un hombre asesino contratado por el amante de un noble. 
Evadiendo la espada del hombre de ropas negras, ella atravesó su garganta solo con un bambú y terminó con su vida. Tiene ojos heterocrómicos totales, el derecho es azul y el izquierdo es morado. Al final de la serie, se casa con Lux y se convierte en una de las cinco reinas del Nuevo Reino.

### Academia Real de Caballeros
Airi Arcadia (アイリ・アーカディア Airi Ākadia?)
Seiyū: Ari Ozawa
Es la hermana de Lux. Parece amarlo más de lo que una hermana normalmente debería, pero no teme a represalias por regañar a Lux. Le cuenta a todo el mundo en un rango de audición acerca de las habilidades de su hermano (usualmente a Noct) siempre que está en un combate importante.
Noct Leaflet (ノクト・リーフレット Nokuto Rīfuretto?)
Seiyū: Rie Takahashi
Es una miembro de Triad, va a primer año y pilotea un Drake. Es la compañera de cuarto de Airi y su mejor amiga. Usualmente comienza sus oraciones con "sí" o "no".
Sharis Barthshift (シャリス・バルトシフト Sharisu Barutoshifuto?)
Seiyū: Yumi Uchiyama
Es la líder de Triad, un grupo con sus amigas de la infancia. Es de tercer año y pilotea un Wyvern.
Tillfur Lilimit (ティルファー・リルミット Tirufā Rirumitto?)
Seiyū: Shiori Izawa
Es una miembro de Triad. Va a segundo año y pilotea un Wyrm.
Relie Aingram (レリィ・アイングラム Reryi Ainguramu?)
Seiyū: Yoko Hikasa
Relie es la directora de la Academia Real de Caballeros y la hermana mayor de Philuffy. Le gusta probar a Lux y ver sus reacciones.
Raigree Balheart (ライグリィ・バルハート Raiguryi Baruhāto?)
Seiyū: Mai Nakahara
Es la instructora de la Academia Real de Caballeros.

### Nuevo Imperio Atismata
Raffi Atismata (ラフィ・アティスマータ Rafi Atisumāta?)
Seiyū: Naomi Shindō
La nueva reina del Imperio Atismata. Es la hermana del conde Atismata y la tía de Lisesharte.
Narufu (ナルフ?)
Seiyū: Yoshitsugu Matsuoka
Es el nuevo primer ministro del Imperio Atismata.
Subcomandante Barthshift (バルトシフト副司令 Barutoshifuto Fukushirei?)
Seiyū: Atsushi Ono
El nuevo subcomandante del ejército. Es el padre de Sharis.

#### Cuatro Grandes Nobles
Warg Kreutzer (ワーグ・クロイツァー Wāgu Kuroitsa?)
Seiyū: Shō Hayami
Uno de los Cuatro Grandes Nobles, duque de la familia Kreutzer. Es ambicioso, porque la casa Kreutzer estaba acumulando fuerzas que le sirvieran desde la vieja época imperial. Hay rumores de que fue quien orquestó la caída del antiguo imperio.
Balzeride Kreutzer (バルゼリッド・クロイツァー Baruzeriddo Kuroitsa?)
Seiyū: Junji Majima
Fue uno de los Cuatro Grandes Nobles. Su Drag-Ride Divino es "Aži Dahāka", que le permite robar armamento y energía de otros Drag-Rides cuando entra en contacto físico con ellos. Ve a Krulcifer como nada más que una herramienta para desbloquear las Ruinas, pero su matrimonio arreglado es cancelado después de que Lux lo derrota en un duelo, porque se dio cuenta de sus trucos. Más tarde, se revela que estaba trabajando para Hayes Vi Arcadia, quien lo traiciona y lo mata.
Dist Ralgris (ディスト・ラルグリス Disuto Rarugurisu?)
Seiyū: Ryōta Takeuchi
Uno de los Cuatro Grandes Nobles, duque de la familia Ralgris. Es el padre de Celestia. Tiene una apariencia elegante y es un hombre de mediana edad. Es llamado el más honesto de los Cuatro Grandes Nobles, por lo que generalmente participa en las conversaciones militares.
Sofá Sharts (ゾグァ・シャルトスト Sofá Sharutosu?)
Seiyū: Kan Tanaka
Es el mayor de los Cuatro Grandes Nobles, duque de la familia Sharts. Tiene su propia red de información llena de datos, en una de las secciones graba que está llevando a cabo algún tipo de ambición a pesar de su vejez. Es el más vigilante de los Cuatro Grandes Nobles. Hay una sección en su red de información que tiene grabado que Lux es "Black Hero".
Bagraizer Gastof (バグライザー・ガシュトフ Baguraizā Gasutofu?)
Seiyū: Tsuyoshi Koyama
Uno de los Cuatro Grandes Nobles, duque de la familia Gastof. Un hombre pelirrojo de mediana edad. Tiene una fuerte conciencia con respecto a la gobernabilidad del nuevo imperio por lo que coopera con la reina en los asuntos legales, pero a veces sus comentarios y actitudes arrogantes son rechazados por la reina.

### Antiguo Imperio de Arcadia
Velvet Bart (ベルベット・バルト Berubetto Baruto?)
Líder de los caballeros del antiguo imperio. Hace cinco años, fue la persona que talló el escudo de armas del imperio en el cuerpo de Lisha.
Lagrid Fors (ラグリード・フォルス Ragurīdo Forusu?)
Seiyū: Shintarō Asanuma
El más grande aristócrata del imperio, está en contra del general que huyó junto a un grupo a la República Heiburg. Tiene un pensamiento machista típico de la nobleza imperial.

### República Heiburg
Heiz (ヘイズ Heizu?)
Seiyū: Hisako Kanemoto
Es el estratega de la República Heiburg.
Sania Lemist (サニア・レミスト Sania Remisuto?)
Seiyū: M.A.O
Es de tercer año en la Academia Real de Caballeros. Pilotea un Wyvern "B-Blood". Más adelante se revela que era una espía de la República de Heiburg que se había infiltrado en la Academia con el objetivo de obtener la Gran Fuerza. Tras ser derrotada junto a su colega Ignid durante el ataque al palacio real en su intento de buscar la Gran Fuerza, fueron parasitados y controlados por La Krusche para servir al Nuevo Reino. Saniya e Ignid fueron esclavizados por Fugil Arcadia y tienen que capturar una vigilancia sobre las personas que no se ven afectadas por Endless. Terminan convirtiéndose en monstruos y muriendo.
Enid (イーグニッド Īniddo?)
Una de las fuerzas especiales "Cerberus". Pilotea un Wyrm "B-Blood"
Kiruri (キルリ?)
Una de las fuerzas especiales "Cerberus". Pilotea un Drake "B-Blood"
Rosa Grandhaid (ローザ・グランハイ Rōza Guranhaido?)
Pilotea el Drag-Ride Divino "Goruinishiche". Tiene el apodo de la "Bruja de acero".
Karencia Herzus (カレンシア・ハーズマイス Karenshia Hāzusu?)
La ayudante de Rosa.
Gerf Vueil (ゲルタフ・ヴェイル Gerufu Vueiru?)
Miembro del escuadrón de la muerte de la República Heiburg, conocido como el "Cazador Encarcelador".

### Sagrado Imperio Arcadia
Fugil Arcadia (フギル・アーカディア Fujiru Akadia?)
Seiyū: Ryōta Ōsaka
El medio hermano mayor de Lux y Airi, anteriormente el Primer Príncipe del Imperio Arcadia y el original piloto de "Bahamut". Durante el golpe de estado, mató a su padre y la corte imperial entera, mientras Lux estaba ocupado enfrentando los 1200 Drag-Knight guardaespaldas de afuera. Se ha mostrado que todo lo que hace es para su propio beneficio.

## Terminología
- Drag-Ride

Se trata de armaduras de dragones mecánicos. Son armas antiguas conseguidas de las Ruinas, y desde su descubrimiento, poco se ha documentado correctamente. Los Drag-Rides se dividen en tres clases, según su tipo: Wyvern, dragones mecánicos tipo volador; Wyrm, dragones mecánicos tipo tierra; y Drake, dragones mecánicos tipo personalizado.
- Drag-Ride Divino

Una rara subespecie de Drag-Rides. Los Drag-Rides Divinos poseen un desempeño mucho mayor a los normales.
- Drag-Knight

Son los usuarios de los Drag-Ride. Originalmente las mujeres tenían prohibido ser Drag-Knights, pero por investigaciones hechas en los últimos cinco años, se ha demostrado que la compatibilidad de los Drag-Rides es mucho mayor con las mujeres que con los hombres.
- Cuatro Grandes Nobles

Los Cuatro Grandes Nobles (四大貴族 Yon dai gizoku) son unos de los varios nobles del Nuevo Imperio Atismata. A diferencia de la mayoría de los aristócratas, estos nobles estaban entre los miembros fundadores del nuevo imperio junto con Raffi.

## Medios

### Novela ligera
El primer volumen de la novela ligera fue publicada el 12 de agosto de 2013, por la editorial SB creative. El vigésimo y último fue publicado el 6 de agosto de 2020.

#### Lista de volúmenes
| Núm. | Fecha de publicación     | ISBN                                                              |
| ---- | ------------------------ | ----------------------------------------------------------------- |
| 1    | 12 de agosto de 2013     | ISBN 978-4-7973-7466-7                                            |
| 2    | 15 de noviembre de 2013  | ISBN 978-4-7973-7551-0                                            |
| 3    | 15 de marzo de 2014      | ISBN 978-4-7973-7613-5                                            |
| 4    | 15 de julio de 2014      | ISBN 978-4-7973-7682-1 ISBN 978-4-7973-7683-8 (Edición limitada)  |
| 5    | 15 de diciembre de 2014  | ISBN 978-4-7973-7763-7                                            |
| 6    | 15 de junio de 2015      | ISBN 978-4-7973-8320-1                                            |
| 7    | 15 de octubre de 2015    | ISBN 978-4-7973-8503-8                                            |
| 8    | 15 de enero de 2016      | ISBN 978-4-7973-8612-7                                            |
| 9    | 15 de marzo de 2016      | ISBN 978-4-7973-8621-9 ISBN 978-4-7973-8620-2 (Edición limitada)  |
| 10   | 15 de julio de 2016      | ISBN 978-4-7973-8624-0 ISBN 978-4-7973-8623-3 (Edcición limitada) |
| 11   | 15 de noviembre de 2016  | ISBN 978-4-7973-8810-7                                            |
| 12   | 15 de abril de 2017      | ISBN 978-4-7973-8811-4                                            |
| 13   | 15 de septiembre de 2017 | ISBN 978-4-7973-9156-5                                            |

### Manga
Se publicó en la revista Gangan GA de la editorial Square Enix desde el 17 de julio del 2014 hasta el 11 de mayo de 2018.

#### Volúmenes
| Núm. | Fecha de publicación      | ISBN                   |
| ---- | ------------------------- | ---------------------- |
| 1    | 12 de diciembre del 2014  | ISBN 978-4-7575-4494-9 |
| 2    | 12 de junio del 2015      | ISBN 978-4-7575-4669-1 |
| 3    | 14 de octubre del 2015    | ISBN 978-4-7575-4756-8 |
| 4    | 13 de enero del 2016      | ISBN 978-4-7575-4825-1 |
| 5    | 11 de marzo del 2016      | ISBN 978-4-7575-4900-5 |
| 6    | 13 de julio del 2016      | ISBN 978-4-7575-5055-1 |
| 7    | 11 de noviembre del 2016  | ISBN 978-4-7575-5149-7 |
| 8    | 13 de abril del 2017      | ISBN 978-4-7575-5269-2 |
| 9    | 13 de septiembre del 2017 | ISBN 978-4-7575-5467-2 |

### Anime
Una adaptación a anime por parte de Lerche se emitió del 11 de enero al 28 de marzo del 2016. El opening es "Hiryuu no Kishi" interpretado por TRUE y el ending es "Lime Tree" interpretado por nano.Ripe.

#### Lista de episodios
| Núm. | Título | Fecha de emisión       |
| ---- | --- | ---------------------- |
| 1    | "La princesa de la guerra carmesí" "Shu no senhime" (朱の戦姫)                                             | 11 de enero del 2016   |
| 2    | "El Drag-Knight más débil" "Saijaku no kiryū tsukai" (最弱の機竜使い)                                      | 18 de enero del 2016   |
| 3    | "La dama de las condiciones de compromiso del norte" "Kita no reijō no kon'yaku jijō" (北の令嬢の婚約事情) | 25 de enero del 2016   |
| 4    | "La sexta ruina ~jardín miniatura~" "Dai roku iseki ~hakoniwa~" (第六遺跡 - 箱庭 -)                        | 1 de febrero del 2016  |
| 5    | "El deseo de la chica" "Shōjo no negai" (少女の願い)                                                       | 8 de febrero del 2016  |
| 6    | "La bienvenida del más fuerte" "Saikyō no kikan" (最強の帰還)                                              | 15 de febrero del 2016 |
| 7    | "La verdad de la chica" "Shōjo no shinjitsu" (少女の真実)                                                  | 22 de febrero del 2016 |
| 8    | "El despertar de la bestia fantasma divina" "Maboroshi kamikemono no mezame" (幻神獣の目覚め)              | 29 de febrero del 2016 |
| 9    | "Promesa" "Yakusoku" (約束)                                                                                | 7 de marzo del 2016    |
| 10   | "La recompensa de la chica joven" "Shōjo-tachi no hōshū" (少女たちの報酬)                                  | 14 de marzo del 2016   |
| 11   | "El filo asesino del imperio" "Teikoku no kyōjin" (帝国の凶刃)                                             | 21 de marzo del 2016   |
| 12   | "El deseo anhelado de la chica" "Shōjo no honkai" (少女の本懐)                                             | 28 de marzo del 2016   |